# Michael Sheridan
Michael John Sheridan (ur. 4 marca 1945 w Saint Louis, zm. 27 września 2022 w Colorado Springs) – amerykański duchowny rzymskokatolicki, biskup Colorado Springs w latach 2003–2021.

## Życiorys
Święcenia kapłańskie otrzymał 29 maja 1971 z rąk kardynała Johna CarBerry’ego i inkardynowany został do rodzimej archidiecezji Saint Luis. Kontynuował studia początkowo na St. Louis University, a następnie w Rzymie na Angelicum, gdzie w 1976 uzyskał licencjat, a cztery lata później doktorat z teologii. Po powrocie do kraju pracował duszpastersko w St. Louis.
9 lipca 1997 papież Jan Paweł II mianował go biskupem pomocniczym St. Louis ze stolicą tytularną Thibiuca. Sakry udzielił mu jego ówczesny zwierzchnik abp Justin Francis Rigali. 4 grudnia 2001 został koadiutorem biskupa Colorado Springs. Sukcesję przejął 30 stycznia 2003.
30 kwietnia 2021 papież Franciszek przyjął jego rezygnację z pełnionej funkcji.